# 桃兒七
桃兒七（学名：Sinopodophyllum hexandrum）又名鬼臼、“窝姆斯”/“奥莫色”（藏语谐音），是小檗科桃儿七属的唯一种，主要原产于喜马拉雅周边及以东的山地（横断山、秦岭等），自然分布范围西至阿富汗、巴基斯坦、克什米尔地区及尼泊尔，南至中国云南省。根茎有毒。花期5-6月，果期7-9月。生长于海拔2200-4300米的林下、林缘湿地、灌丛中或草丛中。
中国传统医学认为其根茎、须根、果实均可入药。桃儿七中的木脂素类成分，如鬼臼毒素 和去甲鬼臼毒素 (demethyl-podophyllotoxin) 对尖锐湿疣、肺癌、宫颈癌等疾病都有临床疗效。

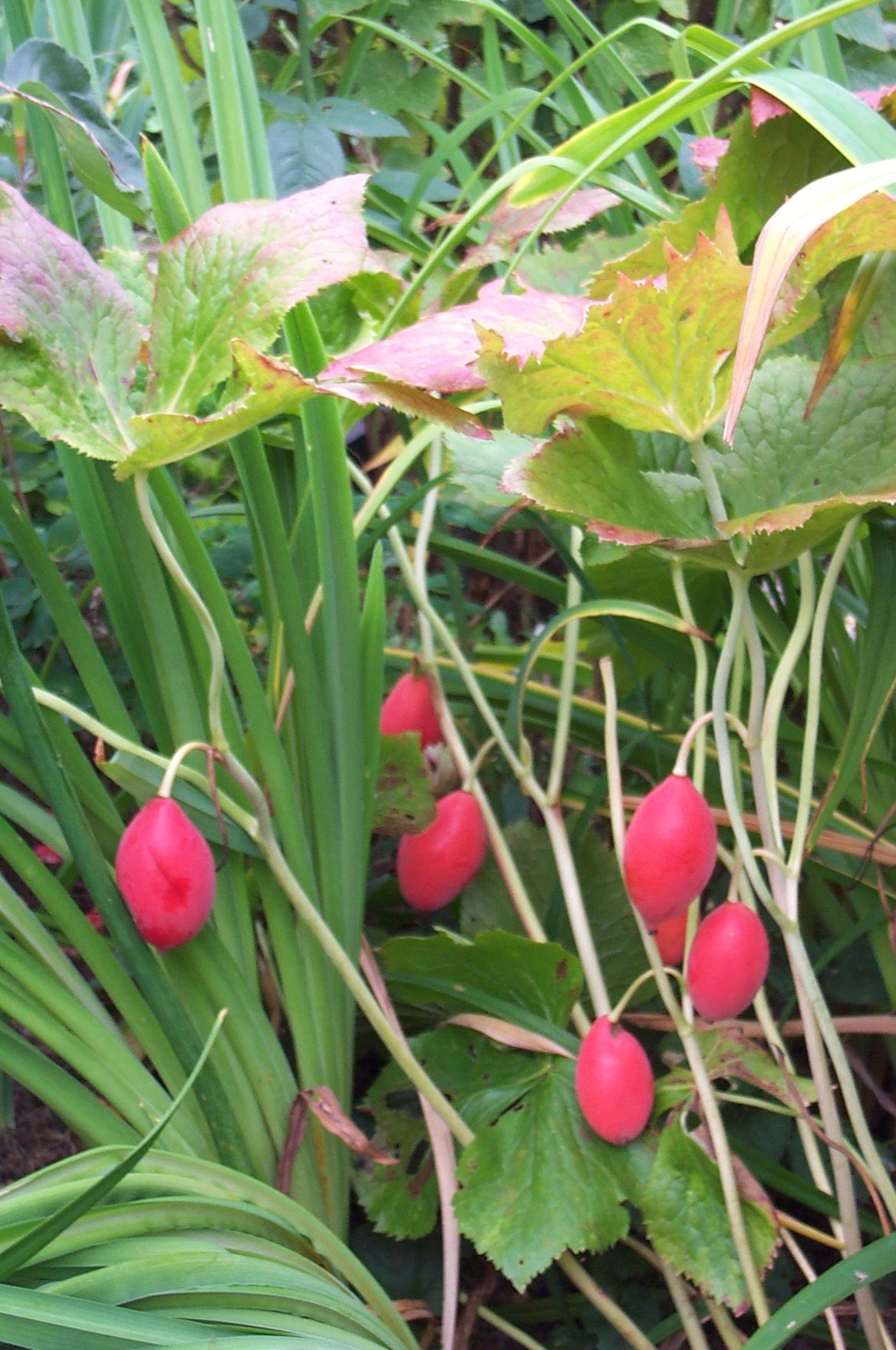
桃兒七的果實

## 形态
桃儿七为低矮的多年生草本宿根植物，常株高20-50厘米，茎叶有光澤。
根茎粗短，节状，多须根。
地上茎直立，单生，有纵棱，无毛，基部有褐色大鳞片。
叶两枚，薄，深裂，叶缘具粗锯齿，基部心形。朝上一面无毛，背面有柔毛。叶柄长10-25厘米，和茎一样有纵棱且无毛。
花大，两性，单生于两枚叶之间。花瓣、花萼、雄蕊均为6枚。花瓣呈淡粉紅色，先端略呈波状。雌蕊1枚，花柱短，柱头头状，子房椭圆形，1室，侧膜胎座，内含多枚胚珠。
果實为卵圆形的浆果，成熟时呈鮮紅色。种子卵状三角形，红褐色，无肉质假种皮。

## 别名
桃耳七、小叶莲。
奥莫色、鸡素苔、铜筷子、小叶莲、鬼打死、鬼臼、羊蒿爪。

## 分类

### 归属争议
部分观点主张将桃儿七属连同八角莲属和山荷叶属一同并入广义的北美桃儿七属。2022年基于叶绿体基因组的系统发生分析显示，在桃儿七族中，桃儿七属的姊妹群是狭义的北美桃儿七属（仅含北美桃儿七一种），北美桃儿七），而这两者组成的单系群又与八角莲属和山荷叶属构成的单系群互为姊妹群；仅从系统树的拓补结构来看，桃儿七属既可与北美桃儿七属合并，也可独立为属，上述广义的北美桃儿七属也可成立。通过采用三件化石样本的年代对系统树定年，发现桃儿七和北美桃儿七的谱系分歧时间约位于至今五百万年前，两者的分化可能与泛喜马拉雅地区的山峰的隆升相关。
在形态、生境和地理分布上，桃儿七与北美桃儿七都有着较为明显的差别：桃儿七主要生长在东亚的山地环境，而北美桃儿七则主要生长在北美的平原地带，因此也有意见主张将两者划为不同的属。

### 学名混用
Sinopodophyllum hexandrum和S. emodi这两个以桃儿七属为属名的学名都常在学术文献中被混用指代桃儿七。S. hexandrum的基名Podophyllum hexandrum Royle发表于1834年，早于1852年才发表的S. emodi的基名Podophyllum emodi Wall. ex Honigberger。因此，基名发表时间更早的S. hexandrum比S. emodi有优先权（参见：学名#优先权）。
桃儿七名称的混乱被认为起于1979年应俊生建立桃儿七属时，其文章中错误地以发表更晚的基名（Podophyllum emodi）为桃儿七提出了新名称组合“S. emodi (Wall.) Ying”，且因其未引证Honigberger的文献信息，导致该新组合未被合格发表（参见：植物学名#植物学名作者引用）。随后，1985年出版的《西藏植物志》中，应俊生发现之前的错误，并用名称“S. hexandrum”取代了“S. emodi”，但又未印证基名P. hexandrum合格发表的文献信息，导致组合“S. hexandrum (Royle) Ying”也未被合格发表。在此之后出版的《云南植物志》、《青海植物志》、《中国植物》和《Flora of China》（中国植物志英文修订版）均未发现该错误，一直将“S. hexandrum (Royle) Ying”的合格发表时间注为1985年。1993年，应俊生才在王文采和武素功主编的《横断山区维管束植物》中正确引证了基名文献信息。因此，名称“S. hexandrum”的合格发表时间应为1993年，而不是常认为的1985年。

## 保育狀況
由于人类过度采挖，桃儿七的野外居群数量急剧下降，在中国被列为国家二级保护植物，且列入《中国物种红色名录》。
国际上，桃儿七被列為《瀕危野生動植物種國際貿易公約》（CITES）附錄二的物種，被限制出口及貿易。

## 应用
桃儿七外形美观，耐寒但不耐高温和干旱，可以在夏天气温不高的地区作为林地式花園的装饰性配植。人工繁育可以經由種子或分裂其根莖。
桃兒七的根茎和果实在传统医学和现代医学中均具有药用价值。从其根莖的脂质中提取的鬼臼毒素等芳基四氢萘木脂素（arytetralin lignan）可用于筛选具有抗癌潜力的药物，目前已有依托泊苷（VP-16）等衍生物已被大量临床应用。四氢萘木脂素也可应用于抗真菌感染以及免疫疗法。
民间传统医学用其來清潔腸道及催吐、舒緩感染及壞蛆傷口、治疗肺热痰咳、虫蛇咬伤、咽喉肿痛、疮疖等病症。

## 外部連結
- 桃兒七 Taoerqi （页面存档备份，存于） 藥用植物圖像資料庫 (香港浸會大學中醫藥學院) （中文）（英文）
- 鬼臼 Gui Jiu （页面存档备份，存于） 中藥標本數據庫 (香港浸會大學中醫藥學院) （繁體中文）（英文）